# Ranna
Ranna er en nordlig biflod til Donau i delstaterne Bayern i Tyskland og Oberösterreich i Østrig. På grænsen mellem Tyskland og Østrig flyder floden gennem den kunstigt anlagte sø Ranna Erholungssee (Rannasee), hvorefter den flyder gennem kommunen Oberkappel og danner Rannatal.
Den kunstigt anlagte Rannasee bliver benyttet som badesø og har et areal på 20 ha. Søen er den største rekreative basesø i Bayerischer Wald.
Knap 2 km sydligere ligger den 4,5 km lange opstemmede sø Rannastausee, der leverer kraft til Pumpspeicherkraftwerk Ranna.
Ranna udmunder i Donau ved landsbyen Niederranna.
48°28′27″N 13°46′34″Ø / 48.4742°N 13.776°Ø